# Adelius germanus
Adelius germanus är en stekelart som först beskrevs av Alexander Henry Haliday 1834.  Adelius germanus ingår i släktet Adelius och familjen bracksteklar. Inga underarter finns listade i Catalogue of Life.